# Họ Côca
Họ Côca (danh pháp khoa học: Erythroxylaceae) là một họ thực vật có hoa, chứa 4 chi và khoảng 240 loài. Loài được biết đến nhiều nhất là cây côca (Erythroxylum coca).

## Các chi
- Aneulophus
- Erythroxylum: Khoảng 230 loài
- Nectaropetalum (bao gồm cả Peglera)
- Pinacopodium

## Phát sinh chủng loài
Cây phát sinh chủng loài dưới đây lấy theo Schwarzbach A. E. và Ricklefs R. E. (2000).

|  | Erythroxylum                                                    |
|  |                                                                 |
|  | \| \| Nectaropetalum \| \| \| \| \| \| Pinacopodium \| \| \| \| |
|  |                                                                 |
|  | Nectaropetalum                                                  |
|  |                                                                 |
|  | Pinacopodium                                                    |
|  |                                                                 |

|  | Nectaropetalum |
|  |                |
|  | Pinacopodium   |
|  |                |

|  | Erythroxylum                                                    |
|  |                                                                 |
|  | \| \| Nectaropetalum \| \| \| \| \| \| Pinacopodium \| \| \| \| |
|  |                                                                 |
|  | Nectaropetalum                                                  |
|  |                                                                 |
|  | Pinacopodium                                                    |
|  |                                                                 |

|  | Nectaropetalum |
|  |                |
|  | Pinacopodium   |
|  |                |